# Die Mafia – System des Verbrechens
Die Mafia – System des Verbrechens (Originaltitel: The Definitive Guide to the Mob) ist ein US-amerikanischer Dokumentarfilm aus dem Jahr 2013 mit dem einstigen Mafioso Michael Franzese über die amerikanische Cosa Nostra.

## Inhalt

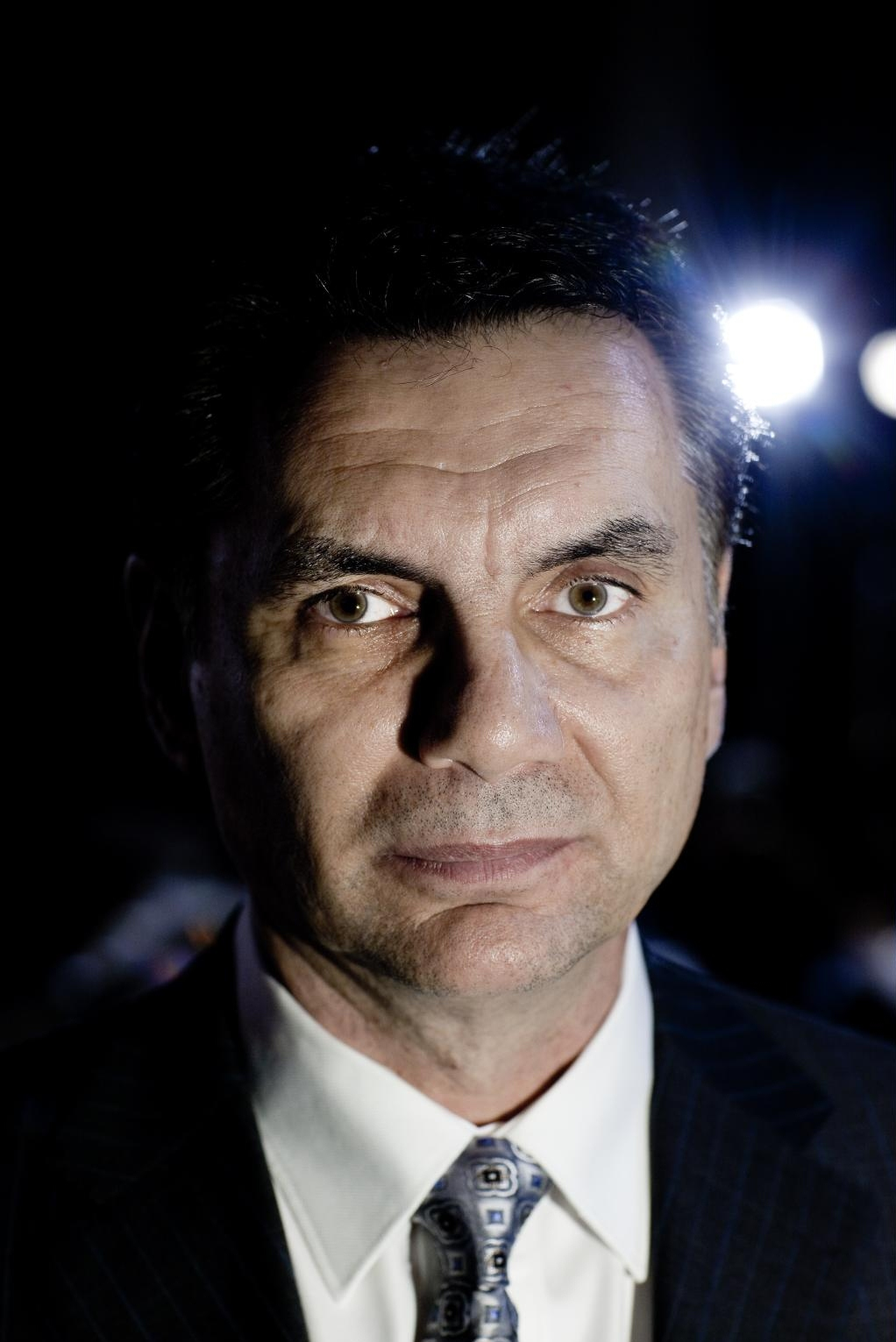
Michael Franzese (2009)

Der einstige Capo von der New Yorker Colombo-Familie namens Michael Franzese berichtet vor laufender Kamera über Strukturen, Regeln und Aktivitäten der amerikanischen Cosa Nostra. Er kommentiert Mafiamorde und die Arbeit der Strafverfolgungsbehörden und spricht über seine damaligen illegalen Geschäfte und die Beweggründe für seinen Ausstieg aus dem Mafialeben.

## Liste der Interviewpartner
- Frank „Frankie G“ Castagnaro – Ehem. Assoziierter der New Yorker Colombo-Familie
- Frederick Martens – Ehem. Polizist
- Michael Chertoff – US-Heimatschutzminister
- Michael Franzese – Ehem. Capo der New Yorker Colombo-Familie
- Selwyn Raab – Journalist und Autor

## Hintergrund
Im Auftrag von A&E Television Networks wurde der Dokumentarfilm von Pilgrim Studios produziert und erstmals am 13. April 2013 auf H2, sowie im Vertrieb von Lionsgate ab dem 16. Juli 2013 auf DVD veröffentlicht. Die deutsche Fassung wurde am 16. November 2013 auf History ausgestrahlt.